# 漢普斯特德 (多米尼克)

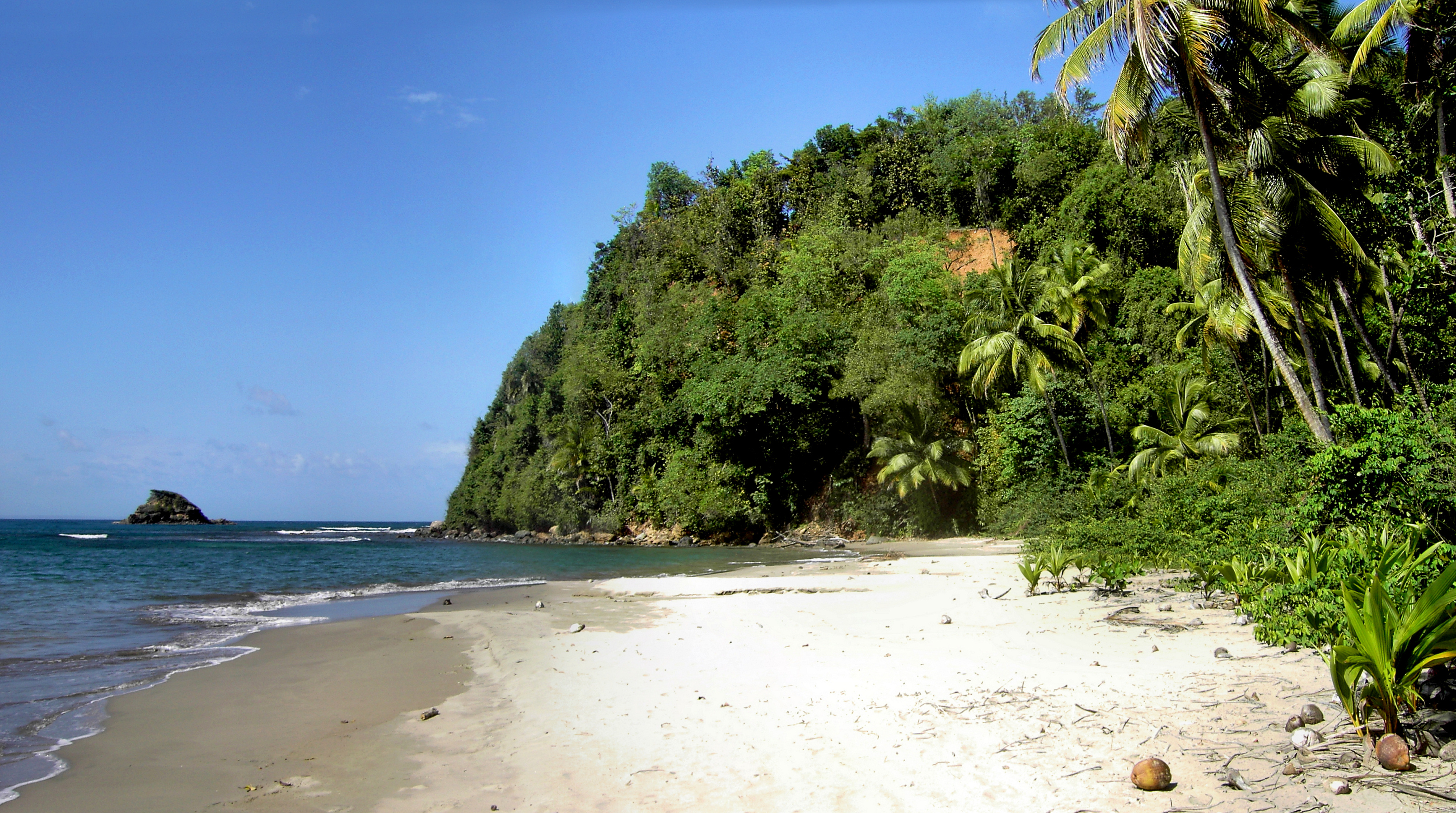

漢普斯特德（英语）是加勒比海島國多米尼克聖安德魯區的一个村莊，位於該島北海岸，與本斯在一起，該區域在2001年人口有495人，也被用於2006年電影加勒比海盜：決戰魔盜王的影片搭景。
15°35′40″N 61°22′10″W / 15.59444°N 61.36944°W